# 梅惹·洛珠嘉措
梅惹·洛珠嘉措（藏語：བཤད་སྒྲ་དབང་ཕྱུག་རྒྱལ་པོ，威利转写：me-rag lote gyatso； Merak Lama Lodre Gyatso，生卒年月不详;梅惹·洛追加措;梅惹·洛追嘉措;梅惹·那桑）门巴族，门隅萨丁人，清代藏传佛教格鲁派(黄教)僧人，曾任门隅地区政教首领。

## 生平
梅惹·洛珠嘉措约在康熙年间出生于门隅墨拉萨丁〔现不丹占领，塔希冈宗〕。曾拜五世达赖喇嘛阿旺·罗桑嘉措为师,在拉萨哲蚌寺研习经典，受到五世达赖赏识。十七世纪五十年代，受五世达赖之命，归故里，出任门隅地区政教首领。行前，五世达赖以亲笔所绘佛像赐与。
在门隅头人〔索卡尔瓦等〕和错那宗官员的配合和支持下,于康熙十九年(1680),将乌坚桑布所建之宁玛派(红教)达旺寺，改成格鲁派(黄教)寺院，隶属于哲蚌寺洛色林札仓；实行僧差制度，规定多子家庭须将排行偶数的儿子送入达旺寺或其属寺为僧；划分行政区域,将门隅划分为32个措(或定)；建立寺院所属庄园，摊派差赋和乌拉等。从而加强了西藏政府对门隅的管辖。